# جنیس کارتر

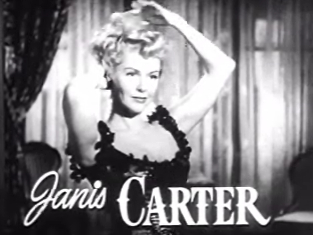

جنیس کارتر (انگلیسی: Janis Carter؛ ۱۰ اکتبر ۱۹۱۳ – ۳۰ ژوئیهٔ ۱۹۹۴) یک هنرپیشه، و خواننده اهل ایالات متحده آمریکا بود.

## بخشی از فیلمشناسی
از فیلم‌ها یا برنامه‌های تلویزیونی که وی در آن نقش داشته‌است می‌توان به آثار زیر اشاره کرد.
- قدرت سوت‌زن (۱۹۴۵)
- سانتا فه (فیلم) (۱۹۵۱)